# 尹桂芳

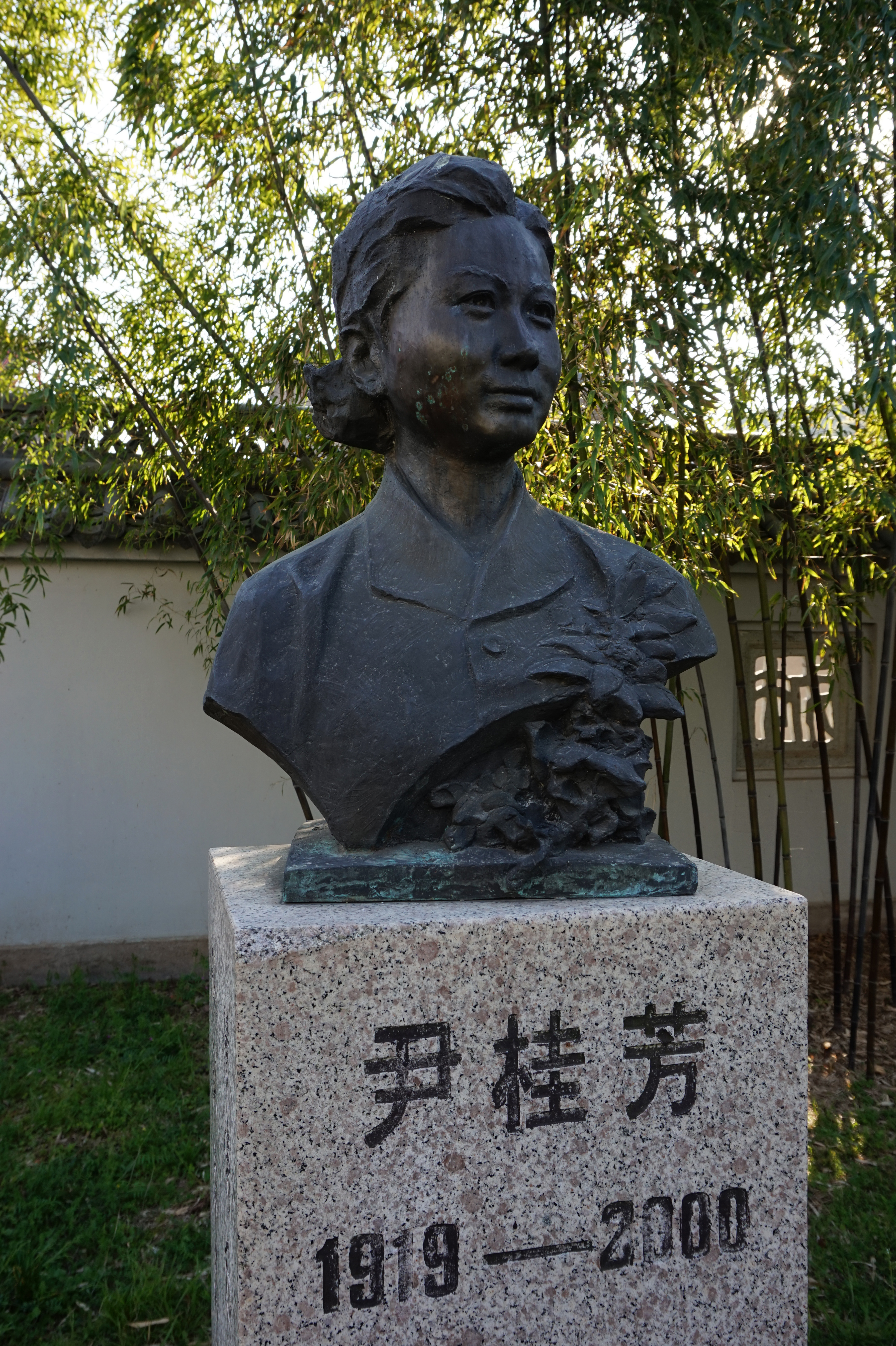
嵊州越剧博物馆尹桂芳铜像

尹桂芳（1919年12月1日—2000年3月1日），浙江新昌人，中国越剧表演艺术家，擅长小生。越剧尹派艺术创始人，为“越剧十姐妹”之一。

## 生平
1919年12月1日(农历己未年十月初十日)，尹桂芳生于浙江省新昌小龙潭村。1929年入浙江嵊县醒狮剧社学艺。
1946年2月，芳华剧团在上海成立。剧团以尹桂芳、竺水招为首。1948年7月，尹桂芳重建芳华剧团。1959年，尹桂芳率芳华越剧团迁往福建福州，即为现在的福建省芳华越剧团。
1960年，加入中国共产党。
1963年起任福建省政协委员。
文革时期，尹桂芳遭受迫害，导致身体残疾，一手一足瘫痪。
1978年当选为全国文联委员，并任中国戏剧家协会福建分会副主席、福建省政协委员、芳华越剧团名誉团长。
1979年，尹桂芳在上海艺术研究所和上海越剧院的帮助下，举办了盛况空前的“尹桂芳越剧流派演唱会”，并与袁雪芬一起唱起了《山河恋》的“送信”选段。容纳一万多人的文化广场座无虚席。此后尹桂芳将主要精力投入到了培养尹派接班人的工作中，以求“残了尹桂芳，自有后来人。” 
1986年，芳华越剧团在福州举行规模庞大的建团40周年大会及尹派艺术演唱会。
2000年3月1日上午8时15分逝世，葬于松鹤墓园。

## 艺术成就
尹桂芳擅长越剧小生，唱腔隽永深沉，广受欢迎，有“尹派”之称。越剧小生学尹的很多，故有“十生九尹”的说法。

## 代表作品
- 《盘妻索妻》
- 《沙漠王子》
- 《浪荡子》
- 《红楼梦》
- 《西厢记》
- 《何文秀》
- 《屈原》
- 《秋海棠》
- 《义救孤儿记》
- 《珍珠塔》

## 荣誉
- 1954年,尹桂芳主演的越剧《屈原》在中国华东戏曲汇演中获得演员一等奖。
- 1955年,尹桂芳获得“上海市先进文化工作者”称号。

## 弟子
代表弟子有筱桂芳、尹小芳、茅威涛、赵志刚、萧雅、王君安等

## 外部連結
- 尹桂芳最全越剧唱段集锦（唱词） （页面存档备份，存于）
- 尹桂芳 - 微博（页面存档备份，存于）
- 著名越剧表演艺术家尹桂芳出演《红楼梦》贾宝玉时所配带的头冠 （页面存档备份，存于）